# Luebo
Luebo ist die Hauptstadt der Provinz Kasaï im südlichen Zentrum der Demokratischen Republik Kongo.
Laut einer Kalkulation im Jahr 2010 beträgt die Einwohnerzahl Luebos 29.167.

## Verkehr
Die Stadt liegt am Fluss Lulua, einem rechten Nebenfluss des Kasai. Durch Luebo führt die Nationalstraße N20. Außerdem gibt es eine alte Flugpiste, die von bebautem Gelände umgeben und teilweise zugewachsen ist.

## Geschichte
Die Stadt wurde im November 1885 von dem Deutschen Ludwig Wolf und einer Gruppe anderer europäischer Kolonisten während der zuvor von Hermann von Wissmann geleiteten Kassai-Expedition als Außenposten des belgischen Kongo-Freistaat gegründet. Der Staat nutzte diesen Außenposten, um die umliegende Region zu beanspruchen, obwohl diese bereits bewohnt war, insbesondere durch die nahegelegene Kuba-Föderation. Der Handelsposten wurde im Dezember 1886 an die Sanford Exploring Expedition, ein amerikanisches Unternehmen, und 1888 erneut an die Société anonyme belge pour le commerce du Haut-Congo verkauft. Drei Jahre später gründeten William Henry Sheppard und Samuel Lapsley in der Stadt eine Mission. 1904 ging die Stadt wieder in den Besitz des Freistaats Kongo über. 1908 wurde sie in Belgisch-Kongo eingegliedert.
Ende der 1950er Jahre, kurz vor der Unabhängigkeit der Demokratischen Republik Kongo, wurde in der Stadt eine Brücke über den Lulua-Fluss eröffnet.

## Religion
Luebo ist Sitz des Bistums Luebo.